# Aphrastura
Aphrastura es un género de aves paseriformes perteneciente a la familia Furnariidae, que agrupa a tres especies nativas de Sudamérica, donde se distribuyen, una desde el centro de Chile y oeste de Argentina hasta Tierra del Fuego, una segunda aislada en la isla Alejandro Selkirk, en el archipiélago Juan Fernández, Chile, y una tercera (subespecie), descrita en 2022, en las islas Diego Ramírez, extremo suroeste de Chile. A sus miembros se les conoce por el nombre común de rayaditos.

## Etimología
El nombre genérico femenino «Aphrastura» se compone de las palabras del griego « αφραστος aphrastos» que significa ‘maravilloso’, y «ουρα oura» que significa ‘cola’.

## Características
Las especies de este género son furnáridos pequeños, midiendo entre 14 y 16,5 cm de longitud, fácilmente reconocidos por sus colas con astas sobresalientes. El rayadito común es una de las especies más numerosas de los bosques sureños, mientras el raro y amenazado rayadito de Más Afuera se encuentra únicamente en la remota isla de Alejandro Selkirk en el Océano Pacífico.

## Taxonomía
En agosto de 2022, Ricardo Rozzi et al, publicaron en la revista Nature la descripción de una nueva especie: el rayadito subantártico Aphrastura subantarctica, endémica de Chile en el archipiélago Diego Ramírez. Sin embarhgo, desde su descubrimiento, ha sido reconocido por diversas autoridades taxonómicas como subespecie de A. spinicauda, en tanto no sea formalmente evaluado por el Comité de Clasificación de América del Sur.

## Lista de especies
Según las clasificaciones del Congreso Ornitológico Internacional (IOC) y Clements checklist/eBird el género agrupa a las siguientes especies con el respectivo nombre popular de acuerdo con la Sociedad Española de Ornitología (SEO):
| Imagen | Nombre científico                   | Autor                                                                                        | Nombre común           | Estado de conservación | Distribución |
| ------ | ----------------------------------- | -------------------------------------------------------------------------------------------- | ---------------------- | ---------------------- | ------------ |
|        | Aphrastura spinicauda               | (Gmelin, 1789)                                                                               | rayadito común         | LC                     |              |
|        | Aphrastura spinicauda subantarctica | Rozzi, Quilodrán, Botero-Delgadillo, Crego, Napolitano, Barroso, Torres-Mura & Vásquez, 2022 | rayadito subantárctico | NE                     |              |
|        | Aphrastura masafuerae               | (Philippi & Landbeck, 1866)                                                                  | rayadito de Más Afuera | CR                     |              |